# Магнітний гістерезис

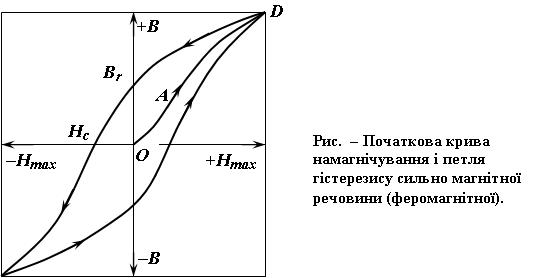
Гістерезис. Первинне намагнічування сильномагнітної речовини відбувається по кривій OAD.

Магні́тний гістере́зис — неоднозначна залежність магнітної індукції (намагніченості) магнітного матеріалу від напруженості зовнішнього магнітного поля, що періодично змінює напрямок.
Однією з основних особливостей сильномагнітних мінералів є залежність їхньої магнітної індукції або намагніченості від напруженості поля. При циклічному перемагнічуванні, що відбувається у напрямку вказаному стрілками, крива намагнічення переході у криву гістерезису.

## Графічне представлення
Крива гістерезису, отримана для умов магнітного насичення, називається граничною петлею. Основні характеристики петлі гістерезису при дослідженнях зразка сильномагнітної речовини в замкненому магнітному колі: залишкова індукція Br і коерцитивна сила Hc. Залишкова індукція Br свідчить про те, що елементарні струми у феромагнітному тілі при зникненні зовнішнього поля зберегли упорядковану орієнтацію. Коерцитивна сила Hc характеризує величину напруженості поля зворотного напрямку, яку необхідно створити, щоб залишкова індукція зникла і стала рівною нулю.
Якщо по осі ординат замість індукції відкласти значення намагніченості Jr, отримуємо петлю гістерезису намагніченості. За цією петлею можна визначити остаточну намагніченість Jr і коерцитивну силу Hc гістерезисної петлі намагнічення.